# Wilhelm Wachtendonk
Wilhelm Wachtendonk (* 2. August 1906 in Mönchengladbach; † 19. März 1975 in Mönchengladbach) war ein deutscher Kommunalpolitiker der CDU.

## Werdegang
Wachtendonk war Technischer Angestellter in der Arbeitsvorbereitung und Gewerkschaftssekretär. 1946 trat er der CDU bei. 1953 und 1961 kandidierte er erfolglos auf der Landesliste Nordrhein-Westfalen für den Bundestag.
Von 1964 bis 1974 war er Oberbürgermeister von Mönchengladbach.

## Ehrungen
- 1973: Verdienstkreuz 1. Klasse der Bundesrepublik Deutschland[1]
- 1975: Benediktpreis von Mönchengladbach
- Benennung der Wilhelm-Wachtendonk-Straße in Mönchengladbach, Stadtteil Ohler